# Raïon de Bialynitchy
Le raïon de Bialynitchy (en biélorusse : Бялыніцкі раён, Bialynitski raïon) ou raïon de Belynitchi (en russe : Белыничский район, Belynitchski raïon) est une subdivision de la voblast de Moguilev, en Biélorussie. Son centre administratif est la commune urbaine de Bialynitchy.

## Géographie
Le raïon couvre une superficie de 1 419,92 km2, dans le nord-ouest de la voblast. Le raïon de Bialynitchy est limité au nord par le raïon de Krouhlaïe, à l'est par le raïon de Chklow et le raïon de Moguilev, au sud par le raïon de Klitchaw et à l'ouest par la voblast de Minsk (raïon de Berazino et raïon de Kroupki).

## Histoire
Le raïon de Bialynitchy a été créé le 17 juillet 1924.

## Population

### Démographie
Les résultats des recensements de la population (*) font apparaître une baisse continue de la population depuis 1959. Ce déclin s'est accéléré dans les premières années du XXIe siècle :
| 1959*  | 1970*  | 1979*  | 1989*  | 1999*  | 2009*  |
| ------ | ------ | ------ | ------ | ------ | ------ |
| 41 293 | 37 781 | 33 331 | 30 427 | 27 162 | 21 839 |

### Nationalités
Selon les résultats du recensement de 2009, la population du raïon se composait de deux nationalités principales :
- 95,37 % de Biélorusses ;
- 3,28 % de Russes.

### Langues
En 2009, la langue maternelle était le biélorusse pour 87,75 % des habitants du raïon de Bialynitchy et le russe pour 11,45 %. Le biélorusse était parlé à la maison par 49,21 % de la population et le russe par 49,41 %.